# أليسون فيشر
أليسون فيشر (بالإنجليزية: Allison Fisher)‏ هي لاعبة بلياردو أمريكي ‏ بريطانية، ولدت في 24 فبراير 1968 في إنجلترا في المملكة المتحدة.

## وصلات خارجية
- أليسون فيشر على موقع AZBilliards.com (الإنجليزية)
- أليسون فيشر على موقع CueTracker.net (الإنجليزية)

- الموقع الرسمي
- أليسون فيشر على موقع IMDb (الإنجليزية)
- أليسون فيشر على موقع الموسوعة البريطانية (الإنجليزية)